# Ohman Chehaibi
Ohman Chehaibi (ur. 23 grudnia 1954 w Kairuanie) – tunezyjski piłkarz występujący na pozycji napastnika. Uczestnik Mistrzostw Świata 1978.

## Kariera klubowa
Podczas Mistrzostw Świata 1978 reprezentował barwy klubu JS Kairouan.

## Kariera reprezentacyjna
W reprezentacji Tunezji uczestniczył w Mistrzostwach Świata 1978. Na Mundialu był rezerwowym i nie zagrał w żadnym spotkaniu.